# Peleș (okręg Satu Mare)
Peleș (węg. Nagypeleske) – wieś w Rumunii, w okręgu Satu Mare, w gminie Lazuri. W 2011 roku liczyła 855 mieszkańców. 